# 危德連
危德連，清朝政治人物。
光绪十年（1884年），擔任清朝廣州府南海縣知縣。后由張琮接任。光绪十六年（1890年），再任南海縣知縣。后由潘壽謙接任。